# ستيف دنيس
ستيف دنيس (بالإنجليزية: Steve Dennis)‏ هو لاعب كرة القدم الكندية أمريكي، ولد في 25 يوليو 1951 في شريفبورت في الولايات المتحدة.